# Energía (álbum)
Energía é o quarto álbum de estúdio do cantor colombiano J Balvin. Foi lançado em 24 de junho de 2016 pela Capitol Latin e pela Universal Music Group. Balvin recebeu uma indicação para o Premio Lo Nuestro de Álbum Urbano do Ano.

## Desempenho comercial
Energía estreou no número 38 na Billboard 200, com 12.000 unidades de álbuns equivalentes; vendendo 7.000 cópias em sua primeira semana. O álbum foi o primeiro álbum de Balvin a estrear no número um no Top Latin Albums da Billboard.

## Elogios
Energía foi listada em número quatro nos 10 melhores álbuns latinos pela Rolling Stones de 2016, com o revisor chamando o álbum de "avanço" continuando a elogiar o single "Ginza", dizendo que "com sua deliciosamente batida líquida, está entre os melhores três minutos" da história do reggaeton."
| Publicação | Premiação              | Ano  | Rank |
| ---------- | ---------------------- | ---- | ---- |
| Billboard  | 50 Best Albums of 2016 | 2016 | 24   |

## Alinhamento das faixas
| Energía — Edição Padrão |                                                             |         |  |
| N.º                     | Título                                                      | Duração |  |
| 1.                      | "Veneno"                                                    | 2:29    |  |
| 2.                      | "Malvada"                                                   | 2:58    |  |
| 3.                      | "Safari" (com participação de Pharrell Williams, BIA & Sky) | 3:25    |  |
| 4.                      | "Bobo"                                                      | 3:29    |  |
| 5.                      | "Sigo Extrañándote"                                         | 3:21    |  |
| 6.                      | "Primera Cita"                                              | 2:54    |  |
| 7.                      | "Pierde Los Modales" (com participação de Daddy Yankee)     | 3:21    |  |
| 8.                      | "Por Un Día"                                                | 3:31    |  |
| 9.                      | "No Hay Título"                                             | 2:43    |  |
| 10.                     | "Acércate" (com participação de Yandel)                     | 3:12    |  |
| 11.                     | "Snapchat"                                                  | 3:39    |  |
| 12.                     | "Hola"                                                      | 3:16    |  |
| 13.                     | "Ginza"                                                     | 2:51    |  |
| 14.                     | "Solitario"                                                 | 3:27    |  |
| 15.                     | "35 Pa Las 12" (Fuego com participação de J Balvin)         | 4:06    |  |
| Duração total:          | Duração total:                                              | 48:47   |  |

| Energía — Edição brasileira |                                                     |         |  |
| N.º                         | Título                                              | Duração |  |
| 16.                         | "Ginza (Anitta Remix)" (com participação de Anitta) | 2:49    |  |
| 17.                         | "Tranquila" (dueto com Projota)                     | 3:21    |  |

| Energía Lado B |          |         |  |
| N.º            | Título   | Duração |  |
| 16.            | "Fiesta" | 3:09    |  |

| Energía — Pepsi Music Proximity Exclusive |            |         |  |
| N.º                                       | Título     | Duração |  |
| 1.                                        | "Fiesta"   | 3:09    |  |
| 2.                                        | "Piénsame" | 3:25    |  |
| 3.                                        | "Decídete" | 3:09    |  |
| 4.                                        | "Pa´mi"    | 2:48    |  |
| 5.                                        | "Energía"  | 2:45    |  |
| 6.                                        | "Personal" | 2:41    |  |

## Desempenho nas tabelas musicais
| Chart (2016)                         | Maior posição |
| ------------------------------------ | ------------- |
| Bélgica (Ultratop 200 Wallonia)      | 187           |
| Espanha (Top 100 Álbumes)            | 44            |
| Estados Unidos (Billboard 200)       | 38            |
| Estados Unidos (Digital Albums)      | 17            |
| Estados Unidos (Latin Rhythm Albums) | 1             |
| Estados Unidos (Top Album Sales)     | 23            |
| Estados Unidos (Top Latin Albums)    | 1             |
| México (Top 20 Álbum)                | 1             |
| México (Top 20 Español)              | 1             |
| Suíça (Swiss Top 75 Albums)          | 49            |

| Chart (2016)      | Posição |
| ----------------- | ------- |
| México (AMPROFON) | 70      |

## Vendas e certificações
| Região | Certificação        | Vendas/distribuição |
| --- | ------------------- | ------------------- |
| Brasil (Pro-Música Brasil) | Ouro                | 20,000*             |
| Chile (IFPI Chile) | Platina             | 10,000 ^            |
| Colômbia (ASINCOL) | 3× Platina          | 100,000 ^           |
| Estados Unidos (RIAA) | 16x Platina (Latin) | 840,000 ‡           |
| México (AMPROFON)) | Diamante+Ouro       | 330,000 ^           |
| *vendas baseadas apenas na certificação ^distribuições baseadas apenas na certificação ‡dados de streaming baseados somente em certificação |                     |                     |